# FK Vigantice
Fotbalový klub Vigantice je český fotbalový klub z obce Vigantice, který byl založen v roce 1942 pod názvem SK Vigantice. V sezoně 2016/17 sestoupil z Přeboru Zlínského kraje do I. A třídy Zlínského kraje (6. nejvyšší soutěž).
Mezi nejznámější hráče, kteří ve vigantickém celku prošli mládežnickými družstvy, patří – bývalý prvoligový fotbalista Radim Kučera a bývalý reprezentant Milan Baroš, bronzový medailista a nejlepší střelec Mistrovství Evropy 2004 nebo taktéž účastník Mistrovství Evropy 2004 a bývalý fotbalista OKD Karviná René Bolf.
Své domácí zápasy odehrává na stadionu Vigantice.

## Historické názvy
Zdroj: 
- 1942 – SK Vigantice (Sportovní klub Vigantice)
- 1949 – TJ Sokol Vigantice (Tělovýchovná jednota Sokol Vigantice)
- 1954 – zánik
- 1957 – obnovena činnost pod názvem TJ Vigantice (Tělovýchovná jednota Vigantice)
- 199? – FK Vigantice (Fotbalový klub Vigantice)

## Umístění v jednotlivých sezonách
Zdroj: 
Stručný přehled
- 1991–1997: Středomoravský župní přebor
- 1997–2000: Slezský župní přebor
- 2000–2002: I. A třída Slezské župy – sk. B
- 2002–2007: I. A třída Zlínského kraje – sk. A
- 2007–2017: Přebor Zlínského kraje
- 2017–:I. A třída Zlínského kraje - sk . A

Jednotlivé ročníky
Legenda: Z - zápasy, V - výhry, R - remízy, P - porážky, VG - vstřelené góly, OG - obdržené góly, +/- - rozdíl skóre, B - body, červené podbarvení - sestup, zelené podbarvení - postup, fialové podbarvení - reorganizace, změna skupiny či soutěže
| Československo (1991 – 1993) |                                     |        |     |     |       |     |     |     |     |     |        |
| Sezóny                       | Liga                                | Úroveň | Z   | V   | R     | P   | VG  | OG  | +/- | B   | Pozice |
| 1991/92                      | Středomoravský župní přebor         | 5      | 26  | 14  | 5     | 7   | 57  | 27  | +30 | 33  | 3.     |
| 1992/93                      | Středomoravský župní přebor         | 5      | 26  | 12  | 4     | 10  | 54  | 44  | +10 | 28  | 6.     |
| Česko (1993 – )              |                                     |        |     |     |       |     |     |     |     |     |        |
| Sezóny                       | Liga                                | Úroveň | Z   | V   | R     | P   | VG  | OG  | +/- | B   | Pozice |
| 1993/94                      | Středomoravský župní přebor         | 5      | 30  | 15  | 1     | 14  | 57  | 52  | +5  | 31  | 6.     |
| 1994/95                      | Středomoravský župní přebor         | 5      | 30  | 13  | 4     | 13  | 50  | 40  | +10 | 43  | 8.     |
| 1995/96                      | Středomoravský župní přebor         | 5      | 30  | 15  | 3     | 12  | 49  | 41  | +8  | 48  | 6.     |
| 1996/97                      | Středomoravský župní přebor         | 5      | 30  | 12  | 8     | 10  | 43  | 34  | +9  | 44  | 7.     |
| 1997/98                      | Slezský župní přebor                | 5      | 30  | 11  | 7     | 12  | 44  | 42  | +2  | 40  | 8.     |
| 1998/99                      | Slezský župní přebor                | 5      | 30  | 8   | 6     | 16  | 40  | 69  | −29 | 30  | 14.    |
| 1999/00                      | Slezský župní přebor                | 5      | 30  | 9   | 6     | 15  | 37  | 36  | +1  | 33  | 13.    |
| 2000/01                      | I. A třída Slezské župy – sk. B     | 6      | ... | ... | ...   | ... | ... | ... | ... | ... |        |
| 2001/02                      | I. A třída Slezské župy – sk. B     | 6      | 26  | 9   | 4     | 13  | 30  | 41  | −11 | 31  | 11.    |
| 2002/03                      | I. A třída Zlínského kraje – sk. A  | 6      | 26  | 10  | 8     | 8   | 38  | 30  | +8  | 38  | 6.     |
| 2003/04                      | I. A třída Zlínského kraje – sk. A  | 6      | 26  | 11  | 1     | 14  | 39  | 48  | −9  | 34  | 10.    |
| 2004/05                      | I. A třída Zlínského kraje – sk. A  | 6      | 26  | 10  | 4     | 12  | 49  | 52  | −3  | 34  | 7.     |
| 2005/06                      | I. A třída Zlínského kraje – sk. A  | 6      | 26  | 8   | 6     | 12  | 41  | 48  | −7  | 30  | 11.    |
| 2006/07                      | I. A třída Zlínského kraje – sk. A  | 6      | 26  | 16  | 2     | 8   | 61  | 39  | +22 | 50  | 2.     |
| 2007/08                      | Přebor Zlínského kraje              | 5      | 30  | 8   | 11    | 11  | 49  | 57  | −8  | 35  | 11.    |
| 2008/09                      | Přebor Zlínského kraje              | 5      | 30  | 13  | 8     | 9   | 63  | 46  | +17 | 47  | 7.     |
| 2009/10                      | Přebor Zlínského kraje              | 5      | 30  | 12  | 3     | 15  | 38  | 47  | −9  | 39  | 10.    |
| 2010/11                      | Přebor Zlínského kraje              | 5      | 30  | 12  | 8     | 10  | 46  | 49  | −3  | 44  | 7.     |
| 2011/12                      | Přebor Zlínského kraje              | 5      | 30  | 11  | 3     | 16  | 41  | 50  | −9  | 36  | 12.    |
| 2012/13                      | Přebor Zlínského kraje              | 5      | 26  | 12  | 8     | 6   | 52  | 41  | +11 | 44  | 5.     |
| 2013/14                      | Přebor Zlínského kraje              | 5      | 26  | 12  | 2     | 12  | 40  | 46  | −6  | 38  | 6.     |
| 2014/15                      | Přebor Zlínského kraje              | 5      | 26  | 9   | 1 / 4 | 12  | 43  | 49  | −6  | 33  | 10.    |
| 2015/16                      | Přebor Zlínského kraje              | 5      | 26  | 7   | 3 / 4 | 12  | 38  | 50  | −12 | 31  | 11.    |
| 2016/17                      | Přebor Zlínského kraje              | 5      | 26  | 7   | 2 / 3 | 14  | 40  | 55  | −15 | 28  | 12.    |
| 2017/18                      | I. A třída Zlínského kraje - sk . A | 6      | 24  | 9   | 2 / 4 | 9   | 56  | 58  | −2  | 35  | 7.     |
| 2018/19                      | I. A třída Zlínského kraje - sk . A | 6      | 26  | 14  | 5     | 7   | 50  | 35  | +15 | 51  | 3.     |
| 2019/20                      | I. A třída Zlínského kraje - sk . A | 6      | 13  | 8   | 1     | 4   | 35  | 21  | +14 | 26  | 4.     |
| 2020/21                      | I. A třída Zlínského kraje - sk . A | 6      | 9   | 4   | 2     | 3   | 27  | 17  | +10 | 15  | 5.     |
| 2021/22                      | I. A třída Zlínského kraje - sk . A | 6      | 26  | 15  | 3     | 8   | 71  | 47  | +24 | 48  | 4.     |
| 2022/23                      | I. A třída Zlínského kraje - sk . A | 6      | 26  | 14  | 6     | 6   | 56  | 39  | +17 | 48  | 2.     |
| 2023/24                      | I. A třída Zlínského kraje - sk . A | 6      | 26  | 9   | 9     | 8   | 53  | 69  | −16 | 36  | 8.     |
| 2024/25                      | I. A třída Zlínského kraje - sk . A | 6      | 24  | 9   | 6     | 9   | 51  | 53  | −2  | 33  | 8.     |

Poznámka:
- Od sezony 2014/15 se ve Zlínském kraji hraje tímto způsobem: Pokud zápas skončí nerozhodně, kope se penaltový rozstřel. Jeho vítěz bere 2 body, poražený pak jeden bod. Za výhru po 90 minutách jsou 3 body, za prohru po 90 minutách není žádný bod.
- 2019/20: Sezona nedohrána kvůli pandemii covidu-19.
- 2020/21: Sezona nedohrána kvůli pandemii covidu-19.